# Мокричник гірський
Мокричник гірський (Minuartia montana) — вид квіткових рослин родини гвоздикових (Caryophyllaceae).

## Біоморфологічна характеристика
Це однорічна рослина 5–7 см заввишки. Запушення розсіяне, з довгих кучерявих волосків. Листки лінійні, довго-загострені, 15–20 мм завдовжки. Усі квітки у густих пучках. Чашолистки ланцетні, з вузько-плівчастими краями. Пелюстки дуже дрібні.

## Поширення
Росте у Середземномор'ї (Іспанія, Болгарія, Крим, Північний Кавказ, Південний Кавказ, Туреччина, Іран, Ірак, Алжир, Канарські острови, Лівія, Марокко, Туніс).
В Україні вид росте на кам'янистих схилах — у Криму, передгір'ях і на ПБК, зрідка